# Melvin Cheatum
Melvin Cheatum, (nacido el 17 de abril de 1968 (56 años) en California) es un exjugador de baloncesto estadounidense. Con 2.03 de estatura, su puesto natural en la cancha era el de alero.

## Trayectoria
- High School. Winnsboro, Louisiana.
- 1987-91 Universidad de Alabama
- 1991-92 Dafni Atenas.
- 1992-93 Club Baloncesto Murcia.
- 1993-95 Olympia Larissa.
- 1995-97 Peristeri BC.
- 1997-98 Ulker Estambul.
- 1997-98 Santa Lucia Realty.
- 1998-99 CB Ciudad de Huelva.
- 1999-00 Panathinaikos Limassol.
- 2000-01 Atomics Bruselas.